# Al-Thawrah District
Al-Thawrah District (arabiska: منطقة الثورة) är ett distrikt i Syrien.   Det ligger i provinsen ar-Raqqah, i den centrala delen av landet, 300 kilometer nordost om huvudstaden Damaskus. Al-Thawrah District ligger vid sjön Buḩayrat al Asad.
Trakten runt Al-Thawrah District är ofruktbar med lite eller ingen växtlighet. Runt Al-Thawrah District är det ganska tätbefolkat, med 83 invånare per kvadratkilometer.